# Longlinella
Longlinella es un género de foraminífero bentónico de la subfamilia Pseudofusulininae, de la familia Schwagerinidae, de la superfamilia Fusulinoidea, del suborden Fusulinina y del orden Fusulinida. Su especie tipo es Pseudofusulina juresanensis. Su rango cronoestratigráfico abarca el Irginiense o Artinskiense medio (Pérmico inferior).

## Discusión
Clasificaciones más recientes incluyen Longlinella en la superfamilia Schwagerinoidea, y en la subclase Fusulinana de la clase Fusulinata. Algunas clasificaciones incluyen Longlinella en la familia Pseudofusulinidae. Clasificaciones previas hubiesen incluido Longlinella en la Subfamilia Schwagerininae.

## Clasificación
Longlinella incluye a las siguientes especies:
- Longlinella longlinensis †
- Longlinella longsangensis †